# Masukulu
Masukulu ist ein Verwaltungsbezirk (Ward) des Distrikts Rungwe in der tansanischen Region Mbeya.

## Geografie
Masukulu ist ein Bezirk im Südwesten von Tansania, etwa zwanzig Kilometer südöstlich der Distrikthauptstadt Tukuyu. Die Fläche des Bezirks beträgt 52,3 Quadratkilometer und bei der Volkszählung 2022 lebten hier 5521 Menschen in 1574 Haushalten.

## Gliederung
Der Bezirk besteht aus fünf Gemeinden (Mtaa) mit 19 Orten (Kitongoji):
| Njugilo - Mibula - Njugilo - Landani - Katumba | Masukulu - Masukulu - Misri - Ipojolo - Sese - Itwatwa | Lyebe - Lyebe Chini - Kabula - Lyebe | Kiloba - Kiloba Mjini - Nazareti - Ileje | Ijigha - Ijigha - Ngeke - Ngapoke - Mbangala |

## Wirtschaft und Infrastruktur
- Bildung: Die Masukulu Secondary School ist eine weiterführende Schule, die Knaben und Mädchen bis zur 4. Stufe ausbildet.[6]
- Gesundheit: In Masukulu befindet sich ein Gesundheitszentrum, das Patienten ambulant und stationär behandelt.[7]